# Cleveland (Mississippi)
Cleveland è una città (city) degli Stati Uniti d'America, capoluogo della contea di Bolivar, nello Stato del Mississippi.